# Keskijärvi, Norrbotten
Keskijärvi är en sjö i Haparanda kommun i Norrbotten och ingår i Sangisälvens huvudavrinningsområde. Sjön har en area på 0,325 kvadratkilometer och ligger 29 meter över havet.

## Delavrinningsområde
Keskijärvi ingår i det delavrinningsområde (733363-185236) som SMHI kallar för Utloppet av Flåträsket. Medelhöjden är 42 meter över havet och ytan är 8,06 kvadratkilometer. Räknas de 4 avrinningsområdena uppströms in blir den ackumulerade arean 19,6 kvadratkilometer. Sågbäcken som avvattnar avrinningsområdet har biflödesordning 2, vilket innebär att vattnet flödar genom totalt 2 vattendrag innan det når havet efter 12 kilometer. Avrinningsområdet består mestadels av skog (85 procent). Avrinningsområdet har 1,05 kvadratkilometer vattenytor vilket ger det en sjöprocent på 13,1 procent.